# Киселёво (Можайский район)
Киселёво — деревня в Можайском районе Московской области, в составе сельского поселения Замошинское. Численность постоянного населения по Всероссийской переписи 2010 года — 20 человек. До 2006 года Киселёво входило в состав Замошинского сельского округа.
Деревня расположена на западе района примерно в 11 км к юго-западу от Уваровки, на автодороге Уваровка — Люльки, у истока безымянного ручья бассейна реки Протва, высота над уровнем моря 266 м. Ближайший населённый пункт — Мокрое в 3 км на северо-восток.